# Перестрелка в Северном Голливуде
Перестрелка в Северном Голливуде — перестрелка между двумя грабителями (Лари Филипсом и Эмилом Мэтэсэряну) и полицией, произошедшая 28 февраля 1997 года в Северном Голливуде — северной части Лос-Анджелеса (штат Калифорния). Перестрелка началась после того, как Филипс и Мэтэсэряну были замечены при ограблении отделения «Bank of America». На основе этих событий в 2003 году был снят художественный фильм «44 Минуты».
По итогам служебного разбирательства инцидента муниципальными властями, в сентябре 1997 года по распоряжению губернатора Пита Уилсона на вооружение Лос-Анджелесской полиции поступили 600 штурмовых винтовок M16A1.

## Ларри Филипс и Эмил Мэтэсэряну
Ла́рри Ю́джин Фи́липс-мл. родился 20 сентября 1970 года в городке на востоке Калифорнии. С детства у него были проблемы с полицией. Не менее 3 раз он задерживался полицейскими до 18 лет за кражи из магазинов. Эми́л Мэтэсэря́ну родился 19 июля 1966 года в столице Румынии — Бухаресте. Когда Эмилу исполнилось 10 лет, семья перебралась жить в Калифорнию. Преступники познакомились в 1989 году в городке Венис (Калифорния). В то время они вместе посещали один из тренажёрных залов города и увлекались культуризмом. У обоих были проблемы с деньгами и работой. В начале 1993 года Филипс предложил другу организовать совместную банду для налётов на банки и автомобили инкассации, где он сам был бы лидером, а Мэтэсэряну — ростом 1,92 метра и весом более 130 килограмм — вышибалой. В банде была строгая дисциплина, и Мэтэсэряну чётко и быстро выполнял все приказы Филипса, однако и у него была своя «ахиллесова пята» — эпилепсия.
Первое совместное преступление они совершили 20 июля 1993 года в городке Литлтон, штат Колорадо, напав на машину инкассации, перевозившей деньги в хранилище «First Bank». Преступление было плохо организовано, и грабители ушли лишь с 1/4 суммы, перевозимой в автомобиле, к тому же во время перестрелки один из охранников едва не застрелил Филипса. После этого грабители «залегли на дно».
Однако 29 октября 1993 в городке Глендейл (Калифорния), Ларри Филипс и Эмил Мэтэсэряну были арестованы полицией за превышение скорости, при обыске автомобиля были обнаружены две полуавтоматические винтовки, два пистолета, более 1600 патронов калибра 7,62 × 39 мм, более 1200 патронов калибра 9 мм, две рации, два бронежилета и более десятка дымовых гранат, на весь арсенал ни у Филипса, ни у Мэтэсэряну не было разрешения. Полицейские предъявили им обвинения в незаконном хранении оружия и возможном ограблении инкассаторов в Колорадо, но второе обвинение им доказать не удалось, так как не нашлось ни одной улики. В итоге Эмила Мэтэсэряну и Ларри Филипса приговорили к 3,5 месяцам тюремного заключения и трём годам условного заключения после освобождения.
После выхода из тюрьмы оба взялись за старое, приобрели тот же арсенал и маски, и 14 июня 1995 года в городке Брингс, штат Калифорния, совершили ограбление инкассаторов на сумму более 500 000 долл., в перестрелке с бандитами погиб охранник Герман Кук и был тяжело ранен водитель.
В конце апреля 1996 года у них закончились деньги, и в мае они совершают два, с перерывом в три дня, дерзких налёта на отделения «Bank of America» в Сан-Франциско, похищая в общей сумме 2  млн долл. После этого они становятся знаменитыми, и СМИ, окрестив их «Бандитами большого дела» (из-за крупных сумм похищенного и продуманности планов), начинают писать о бандитах в газетах. Полиция не может определить их месторасположение.

## Перестрелка
Утром 28 февраля 1997 года Лари Филипс и Эмил Мэтэсэряну подъехали к северной стоянке отделения «Bank of America». При себе у них были автоматы Тип 56, HK91 с модифицированными барабанными магазинами на 100 патронов. Кроме того, у них было два пистолета Beretta 92 и порядка 3300 патронов. Они были одеты в изготовленную из арамида самодельную броню. Перед ограблением они приняли фенобарбитал — успокаивающее средство.
В 9:17, через семнадцать минут после открытия, грабители вошли в банк и установили таймеры на своих часах на 8 минут (ранее они подсчитали, что полиция приезжает на место вызова через 8 минут). Однако с самого начала всё пошло не по плану. На пути в банк они были замечены проезжавшими рядом офицерами полиции — Лореном Фарреллом и Мартином Переллом. Войдя в банк, преступники сразу же запугали всех находящихся там, открыв огонь в воздух. Внутри банка ими было произведено от 50 до 100 выстрелов. Затем они заставили находившихся в банке людей лечь на пол, а управляющего Джона Виллиграна открыть банковский сейф. Но тут ещё один момент нарушил первоначальные планы. За несколько дней до ограбления в банке сменили время доставки денег, и вместо предполагаемых преступниками 750 000 долларов на месте они смогли забрать только 303 505 долларов. Тем временем, ранее заметившие грабителей полицейские заняли позиции у банка и вызвали все находящиеся поблизости патрули, которые по прибытии окружили банк со всех сторон.
В 9:25 таймеры дали сигнал, что 8 минут истекли, и грабители покинули банк. Филипс вышел через северную дверь банка, ожидая увидеть 2—3 подъезжающие полицейские машины. Но, увидев порядка 20 полицейских, кричащих ему «Бросай оружие!» и «Сдавайся!», не раздумывая открыл по ним шквальный огонь из своего автомата. Мэтэсэряну вышел из южной двери банка и также открыл огонь по полицейским. Патроны, которыми были заряжены автоматы грабителей, были бронебойными и пробивали кузова полицейских машин, не давая возможности полицейским спрятаться за ними. Первые пули попадали в укрывающихся за полицейской машиной случайных прохожих — семейную пару Трейси и Майкла Фишера. Майкл получил ранение в нижнюю часть спины, а Трейси в обе ноги. При этом оружие, использованное полицейскими — пистолеты и ружья — не позволяло им вести адекватный ответный огонь. А расстояние почти в 40 метров делало затруднительным попадание в голову. Не имея возможности нанести грабителям значительный урон, несколько полицейских взяли семь винтовок и боеприпасы из находившегося неподалёку оружейного магазина. Для подмоги был вызван SWAT.
Спустя семь минут после начала перестрелки — в 9:32 — Мэтэсэряну сел в свой автомобиль и крикнул Филипсу, чтобы тот сделал то же самое. Но Ларри Филипс, не садясь в автомобиль, достал из багажника дополнительные магазины и продолжил вести огонь по полицейским. Мэтэсэряну вскоре присоединился к напарнику и тоже продолжил перестрелку. Следующим раненым оказался сержант Дин Хейнз, получивший пулю в плечо. В то же самое время офицер Джеймс Борман, вооружённый помповым ружьём 12 калибра и находящийся в 30 метрах слева от Ларри Филипса, произвёл в него три выстрела. Дробь попала в верхнюю часть тела Филипса, и под воздействием силы удара Филипс наклонился вправо, из-за этого на мгновение Борману показалось, что ему удалось всё же ранить преступника, но спустя всего несколько секунд разозлённый Филипс развернулся в его сторону и обрушил град пуль на газетный киоск, за которым прятался Борман и офицеры полиции Стивен Гай и Джулия Джиллиан. Борман сразу получил два ранения — в поясницу и бедро. Джиллиан и Гай ползком добрались до расположенной рядом с киоском парковки и укрылись за двумя пикапами. Некоторое время они оставались в безопасности.
Затем преступник развернулся и открыл огонь по полицейским, стреляющим в него к северу от банка — первым ранение в ногу получил офицер Мартин Витфелд, и ещё несколько офицеров оказались раненными следом за ним. Тем временем к месту уже прибыли первые репортёры и начали снимать перестрелку в прямом эфире. Разозлившийся Филипс произвёл 9 выстрелов по журналистскому вертолёту, но пули не долетели до цели. Затем увидев, как раненый им Борман встаёт и пытается укрыться в здании, находящемся неподалёку, он открыл по нему огонь, однако пули разбили стеклянную входную дверь здания, не попав в полицейского.
Тем временем Эмил Мэтэсэряну заметил укрывающихся за автомобилями офицеров Гайа и Джиллиан и открыл по ним шквальный огонь. Первым ранения в колено и плечо получил Гай, за ним пуля попала в бедро офицера Джиллиан.
В это время раненные офицеры Хейнз и Витфелд побежали за дерево, так как не могли укрыться за машинами. Филипс открыл по ним шквальный огонь, первым на землю упал Хейнз, Витфелд пробежал ещё около 7 метров и, получив сразу три ранения — в обе ноги и грудь, потерял сознание.
В 9:43 утра на место перестрелки прибыл полицейский спецназ. С помощью бронированной машины они прорвались на линию огня и спасли офицеров Витфелда и Хейнза, а также забирали раненных гражданских Майкла и Трейси Фишер. Другой полицейский в это же время, рискуя жизнью, подъехал на полицейском автомобиле к раненным Джиллиан и Гаю и эвакуировал их из зоны обстрела Мэтэсэряну.
Зная, что спецназ вооружён автоматами, Филипс и Мэтэсэряну вновь сгруппировались и заняли позицию для стрельбы на автостоянке к северу от банка. Но внезапно Ларри Филипс отделился от напарника и пешком двинулся по направлению к прилегающему жилому району, не прекращая обстреливать полицейских. Мэтэсэряну же, наоборот, попытался уехать в противоположном направлении, но полицейские прострелили все четыре шины автомобиля, и это стало практически невозможно. Тем временем Филипс, укрывшись от полицейских пуль за припаркованным у обочины грузовиком, перезарядил автомат. Он вышел и продолжил стрелять, однако один из офицеров ранил Филипса в большой палец левой руки. На 15-м выстреле автомат дал осечку, в результате чего в стволе перекосился патрон, но Филипс не смог его вытащить и продолжить стрелять как раз из-за этого ранения. Он бросил автомат и продолжил вести огонь из пистолета Beretta 92. Произведя четыре выстрела в сторону полицейских, Филипс понял, что иного выхода у него нет, он показал им «средний палец», а затем выстрелил себе в голову в 9:53 утра. Одновременно с этим он получил пулю в спину, которая разорвала ему позвоночник.
В 9:56 Мэтэсэряну, не имевший возможности скрыться (его машина была повреждена в перестрелке), угрожая оружием попытался угнать едущий навстречу пикап, но сбежавший водитель успел заглушить двигатель и забрать ключи. Преступник продолжил стрелять в полицейских, прикрываясь пикапом. Полицейские смогли ранить его 17 раз в обе ноги выстрелами из-под машины в 10:01 утра. Спустя 70 минут, в 11:11, так и не дождавшись скорой помощи, Мэтэсэряну умер от потери крови на месте происшествия.

## Последствия
В перестрелке участвовало около 350 полицейских. Было ранено 17 человек — 11 полицейских и 6 гражданских лиц, но никто, кроме грабителей, не погиб. Перестрелка выявила недостатки в вооружении и обмундировании полиции Лос-Анджелеса. В ходе перестрелки закованные в кевларовую броню и вооружённые штурмовыми винтовками грабители были неуязвимы для вооружённых ружьями и пистолетами полицейских. После этого инцидента полиция стала вооружаться автоматами М16. Кроме того, для дополнительной защиты от преступников двери полицейских автомобилей стали усиливаться специальными вставками (в ходе перестрелки пули, выпущенные грабителями, проходили насквозь через полицейские машины). В список разрешённого для ношения табельного оружия для патрульных были внесены пистолеты калибра .45 ACP.
Семья Мэтэсэряну подала в суд на отделение полиции Лос-Анджелеса, обвинив его в том, что полицейские не позволили оказать ему медицинской помощи. По делу не было вынесено решения, и позже оно было закрыто.